# ديليا براون
ديليا براون (بالإنجليزية: Delia Brown)‏ هي رسامة أمريكية، ولدت في 1969.

## وصلات خارجية
- الموقع الرسمي